# Lord of War
Lord of War is een Amerikaanse film uit 2005 van Andrew Niccol.
De film werd gepromoot door onder andere Amnesty International, vanwege de aandacht die de film aan de internationale wapenhandel schenkt.
Het hoofdpersonage Yuri Orlov zou gebaseerd zijn op de Russische wapenhandelaar Viktor Boet.

## Verhaal
De film gaat over een man genaamd Yuri Orlov (Nicolas Cage), een Amerikaan van Oekraïense afkomst die met zijn ouders en broer Vitaly (Jared Leto) uit de Sovjet-Unie is geëmigreerd en die begin jaren tachtig besluit dat hij niet de rest van zijn leven in de restaurantbusiness wil blijven werken. Na getuige te zijn geweest van een afrekening tussen eveneens uit de Sovjet-Unie geëmigreerde maffiosi besluit hij dat hij wapenhandelaar wil worden. Vanaf het moment dat hij zijn eerste verkoop doet is hij verslaafd aan het gevoel van veel winst maken en wil daarom steeds meer wapens verkopen om een nog grotere winst te maken. Hij vertelt zijn levensverhaal vanaf het moment dat hij in de jaren 80 van de 20e eeuw wapenhandelaar wil worden tot zijn huidige situatie in het begin van de 21ste eeuw.
Na het uiteenvallen van de Sovjet-Unie maakt hij van de daaruit ontstane chaos gebruik om op grote schaal wapens op te kopen in de vroegere Oostbloklanden, waaronder in Oekraïne, zijn land van herkomst. Hij wordt hierbij geholpen door zijn oom, generaal Dmitri Orlov (Yevgeni Lazarev), die later vermoord wordt met een autobom, geplaatst door de concurrerende wapenhandelaar Simeon Weisz (Ian Holm) (die eigenlijk voor Yuri was bedoeld). Deze wapens verkoopt Yuri weer met veel winst aan vooral tirannieke leiders in oorlogsgebieden, waaronder André Baptiste Sr. (Eamonn Walker), de president van Liberia en zijn beste klant. Hij wordt geconfronteerd met zijn werk als hij wordt achtervolgd door Interpolagent Jack Valentine (Ethan Hawke), die hem koste wat het kost wil pakken, maar nooit een hard bewijs kan vinden.
Naarmate het verhaal vordert worstelt Yuri steeds meer met het psychologische aspect van de wapenhandel. Hij heeft vaak last van zijn geweten, vooral wanneer Baptiste met een van Yuri gekocht wapen Weisz in zijn bijzijn afmaakt; zijn broer kan de verschrikkingen, die door hun wapens mogelijk zijn gemaakt, nog minder verdragen en raakt verslaafd aan cocaïne. Ondanks zijn handel in wapens trouwt Yuri met het model Ava Fontaine (Bridget Moynahan), die niet op de hoogte is van zijn praktijken. Samen hebben ze een zoon, maar vaak zien ze elkaar niet, meestal is Yuri op handelsjacht.
In het laatste deel van het verhaal, tijdens het handelen met een aan André Baptiste gelieerde rebellengroep in Sierra Leone, slaat het noodlot hard toe. Als Vitaly getuige is van een bloedbad dat door deze rebellen wordt aangericht, besluit hij deze keer actie te ondernemen. Hij slaagt erin om een van de wapentransporttrucks met een handgranaat op te blazen, waarbij de zoon van Baptiste, de al even bloeddorstige André Baptiste Jr. (Sammi Rotibi), omkomt. Maar Vitaly moet deze actie met zijn leven bekopen en wordt doodgeschoten. Yuri verlaat het land met zijn dode broer, en om het bewijs dat hij betrokken is bij wapenhandel te doen verdwijnen, laat hij een dokter de kogels uit zijn broers lichaam verwijderen. Valentine ontdekt echter dat er nog een kogel in het lichaam zit en laat hem opsluiten. Nadat de omvang van Yuri's wapenhandel en de dood van Vitaly bekend raakt, verlaat zijn vrouw hem samen met zijn zoon en wordt hij door zijn ouders verstoten. De film eindigt met de vrijlating van Yuri door een hoge Amerikaanse officier. Het blijkt dat Yuri als stroman in opdracht van het leger, de geheime dienst, maar ook de Amerikaanse president (naar eigen zeggen 'de grootste wapenhandelaar ter wereld') wapens heeft geleverd aan 'foute regimes'. Door Yuri als stroman te gebruiken, lopen zijn opdrachtgevers minder risico om gepakt te worden op overtreding van de verschillende wapenembargo's. Hij ziet zichzelf daardoor als een 'noodzakelijk kwaad'. Door gebruik te maken van zijn contacten en de gevoelige informatie die hij bezit, ontloopt Yuri dus niet alleen vervolging, hij krijgt zelfs een aanzienlijke zwijgpremie onder de arm mee.
Aan het einde van de film verschijnt nog de kritische boodschap dat de 5 grootste wapenhandelaars ter wereld (de Verenigde Staten, Rusland, China, Groot-Brittannië en Frankrijk) tevens de 5 permanente leden in de VN-veiligheidsraad zijn.

## Rolverdeling
- Nicolas Cage - Yuri Orlov
- Bridget Moynahan - Ava Fontaine
- Jared Leto - Vitaly Orlov
- Ethan Hawke - Jack Valentine
- Ian Holm - Simeon Weisz
- Yevgeni Lazarev - Dmitri Orlov
- Eamonn Walker - Andre Baptiste Sr.
- Sammi Rotibi - André Baptiste Jr.
- Shake Tukhmanyan - Irina Orlov
- Jean-Pierre Nshanian - Anatoly Orlov
- Tanit Phoenix - Candy